# Adaminów
Adaminów – część wsi Bierwce w Polsce, położona w województwie mazowieckim, w powiecie radomskim, w gminie Jedlińsk.
W latach 1975–1998 Adaminów należał administracyjnie do województwa radomskiego.